# کلود موین
کلود موین (انگلیسی: Eddy Mitchell؛ زادهٔ ۳ ژوئیهٔ ۱۹۴۲) خوانندهٔ مؤلف، بازیگر اهل فرانسه است.
از فیلم‌ها یا برنامه‌های تلویزیونی که وی در آن نقش داشته‌است می‌توان به آشپزی آمریکایی، تا پایان جهان و نزدیک نیمه شب اشاره کرد.